# Donja Lomnica (Chorwacja)

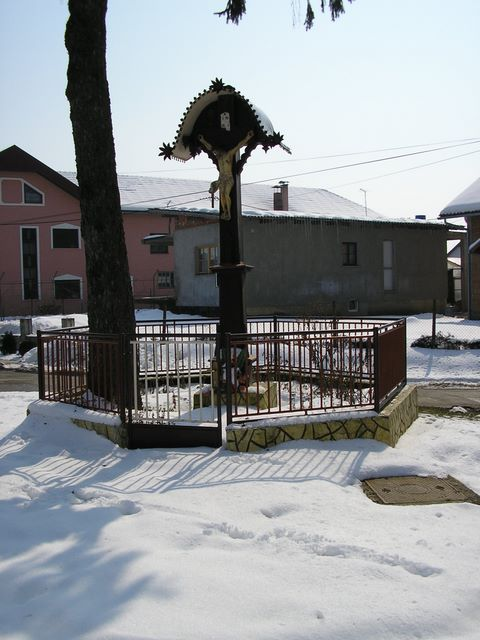
Krzyż przydrożny w Donjej Lomnicy

Donja Lomnica – wieś w Chorwacji, w żupanii zagrzebskiej, w mieście Velika Gorica. W 2011 roku liczyła 1732 mieszkańców.
Miejscowość jest oddalona o około 3,5 kilometra od centrum Velikiej Goricy i o około 10,5 kilometra od centrum Zagrzebia.